# Kościół św. Walentego w Krakowie
Kościół św. Walentego – XV wieczny kościół na podkrakowskim Kleparzu (obecnie stanowiącym cześć Krakowa) u zbiegu obecnych ulic Pędzichów i Długiej. Rozebrany po 1817 roku.

## Historia

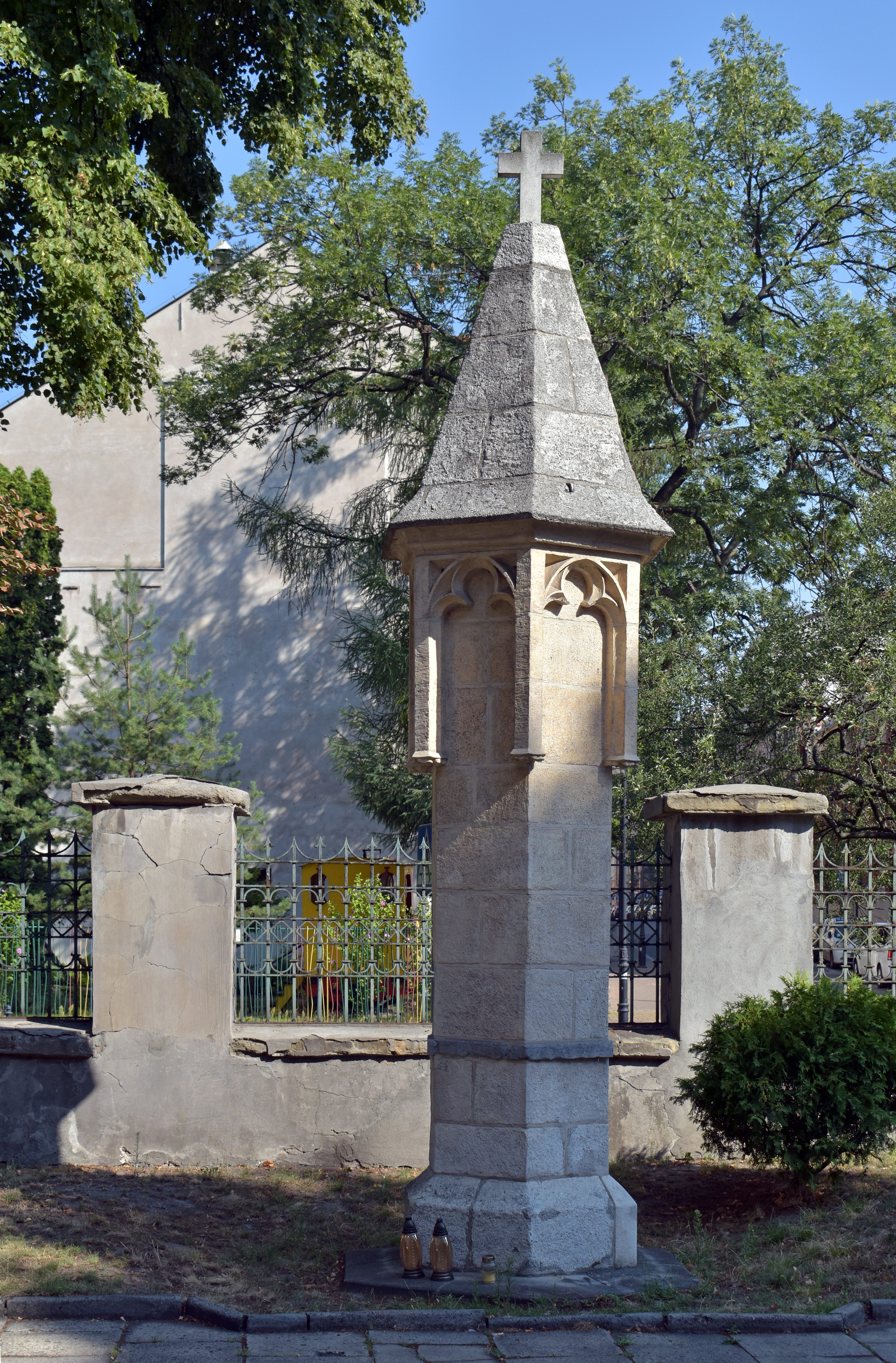
Gotycka latarnia umarłych sprzed szpitala i kościoła św. Walentego, obecnie przed kościołem św. Mikołaja w Krakowie

Kościół św. Walentego istniał na podkleparskim Błoniu od 1441 przy wzmiankowanym już w XIV w. szpitalem dla trędowatych. Od 1447 zarządzał nim prebendarz z kleparskiej parafii św. Floriana. 
W 1528 kościół i szpital padły ofiarą pożaru Kleparza. W 1530 zostały odbudowane staraniem kanonika katedralnego Tomasza Rożnowskiego. Z opisu kościoła z 1599 wiadomo, że była to budowla murowana, zbudowana w technice muru pruskiego, wyposażona w pięć ołtarzy, z dobudowaną drewnianą zakrystią. Szpital składał się z murowanej izby i drewnianych zabudowań, mieściło się w nim 20 ubogich.
Kościół ponownie został zniszczony podczas potopu szwedzkiego. W 1661 mieszczanin z Pędzichowa Tomasz Olszowski, ufundował odbudowę kościoła. Wzniesiona wówczas świątynia była murowana, jednonawowa i kryta gontem; w kościele znajdowały się trzy ołtarze, w tym główny z obrazem św. Walentego. W 1748 odnotowano jeszcze jeden ołtarz.
W XVIII w. kościół i szpital chyliły się ku upadkowi, pozbawione dochodów wystarczających na ich utrzymanie. W 1768 kościół uległ pożarowi podczas konfederacji barskiej. Na mocy uchwały Senatu Wolnego Miasta Krakowa z 1817 w kolejnym roku kościół i szpital zostały sprzedane na licytacji i rozebrane.
Przed kościołem św. Walentego przez wieki wznosiła się latarnia umarłych, która w 1871 została przeniesiona na Wesołą, pod kościół św. Mikołaja.